# Бетонкур (Ду)
Бетонкур (фр. Bethoncourt) насеље је и општина у источној Француској у региону Франш-Конте, у департману Ду која припада префектури Монбелијар.
По подацима из 2011. године у општини је живело 5974 становника, а густина насељености је износила 913,46 становника/km². Општина се простире на површини од 6,54 km². Налази се на средњој надморској висини од 320 метара (максималној 410 m, а минималној 315 m).

## Демографија
| 1800. | 1896. | 1921. | 1962. | 1968.  | 1975.  | 1982. | 1993. | 1999. | 2001. | 2011. |
| ----- | ----- | ----- | ----- | ------ | ------ | ----- | ----- | ----- | ----- | ----- |
| 445   | 891   | 1.026 | 6.442 | 10.996 | 10.592 | 9.751 | 7.485 | 6.848 | 7.001 | 5.974 |

График промене броја становника у току последњих година